# Floradas na Serra (filme)
Floradas na Serra é um filme brasileiro de 1954, dirigido pelo italiano Luciano Salce, com roteiro e argumento de Fábio Carpi, baseado no romance homônimo de Dinah Silveira de Queiroz. O filme foi produzido pela Companhia Cinematográfica Vera Cruz.            

## Elenco
| Ator            | Pesonagem              |
| --------------- | ---------------------- |
| Cacilda Becker  | Lucília de Castro Reis |
| Jardel Filho    | Bruno                  |
| Ilka Soares     | Elza Maia              |
| John Herbert    | Flávio                 |
| Gilda Nery      | Belinha                |
| Miro Cerni      | Dr. Celso              |
| Marina Freire   | Sofia                  |
| Lola Brah       | Olga                   |
| Célia Helena    | Turquinha              |
| Jaime Barcelos  | Gerente                |
| Rubens de Falco | Moacir                 |
| Liana Duval     | Firmina                |
| Sivia Fernanda  | Olivinha               |
| Bárbara Fazio   |                        |
| Renato Consorte |                        |
| Célia Biar      | somente a voz          |

## Prêmios e Indicações
| Ano  | Premiação                                           | Categoria                | Recipiente            | Resultado | Ref.  |
| ---- | --------------------------------------------------- | ------------------------ | --------------------- | --------- | ----- |
| 1954 | Associação Brasileira de Cronistas Cinematográficos |                          |                       |           |       |
| 1954 | Associação Brasileira de Cronistas Cinematográficos | Melhor Filme             | Luciano Salce         | Venceu    | [ 2 ] |
| 1954 | Associação Brasileira de Cronistas Cinematográficos | Melhor Diretor           | Luciano Salce         | Venceu    | [ 2 ] |
| 1954 | Associação Brasileira de Cronistas Cinematográficos | Melhor Atriz             | Cacilda Becker        | Venceu    | [ 2 ] |
| 1954 | Associação Brasileira de Cronistas Cinematográficos | Melhor Atriz Coadjuvante | Lola Brah             | Venceu    | [ 2 ] |
| 1954 | Associação Brasileira de Cronistas Cinematográficos | Melhor Cenografia        | Joao Maria dos Santos | Venceu    | [ 2 ] |
| 1954 | Associação Brasileira de Cronistas Cinematográficos | Melhor Fotografia        | Ray Sturgess          | Venceu    | [ 2 ] |
| 1954 | Prêmio Saci                                         | Melhor Produtor          | Franco Zampari        | Venceu    | [ 2 ] |
| 1954 | Prêmio Saci                                         | Melhor Atriz Coadjuvante | Gilda Nery            | Venceu    | [ 2 ] |
| 1954 | Prêmio Saci                                         | Melhor Ator Coadjuvante  | John Herbert          | Venceu    | [ 2 ] |
| 1954 | Prêmio Saci                                         | Melhor Cenografia        | Joao Maria dos Santos | Venceu    | [ 2 ] |
| 1954 | Prêmio Governador do Estado                         | Melhor Atriz Coadjuvante | Gilda Nery            | Venceu    | [ 2 ] |
| 1954 | Prêmio Governador do Estado                         | Melhor Ator Coadjuvante  | John Herbert          | Venceu    | [ 2 ] |
| 1954 | Prêmio Governador do Estado                         | Melhor Cenografia        | Joao Maria dos Santos | Venceu    | [ 2 ] |
| 1954 | Prêmio O Índio                                      | Melhor Atriz             | Cacilda Becker        | Venceu    | [ 2 ] |
| 1954 | Prêmio O Índio                                      | Melhor Atriz Coadjuvante | Lola Brah             | Venceu    | [ 2 ] |
| 1954 | Prêmio O Índio                                      | Melhor Atriz Coadjuvante | Liana Duval           | Venceu    | [ 2 ] |
| 1954 | Prêmio O Índio                                      | Melhor Cenografia        | Joao Maria dos Santos | Venceu    | [ 2 ] |
| 1954 | Prêmio O Índio                                      | Melhor Fotografia        | Ray Sturgess          | Venceu    | [ 2 ] |